# Emmerdale

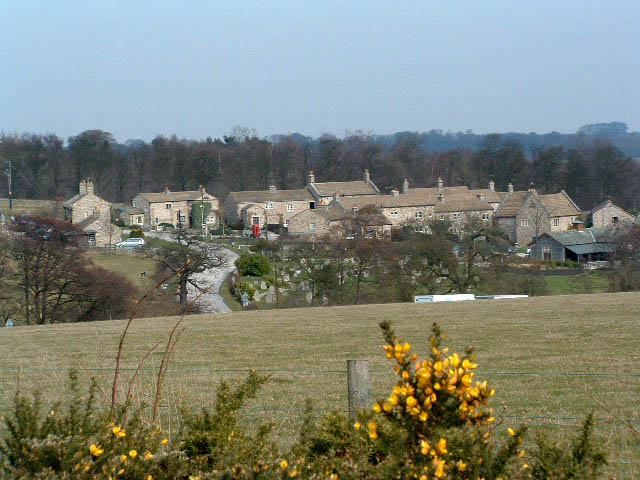
Set van de serie, waarbij een volledig fictief werd gebouwd in 1997 op het landgoed Harewood in de buurt van Eccup, Leeds, West Yorkshire

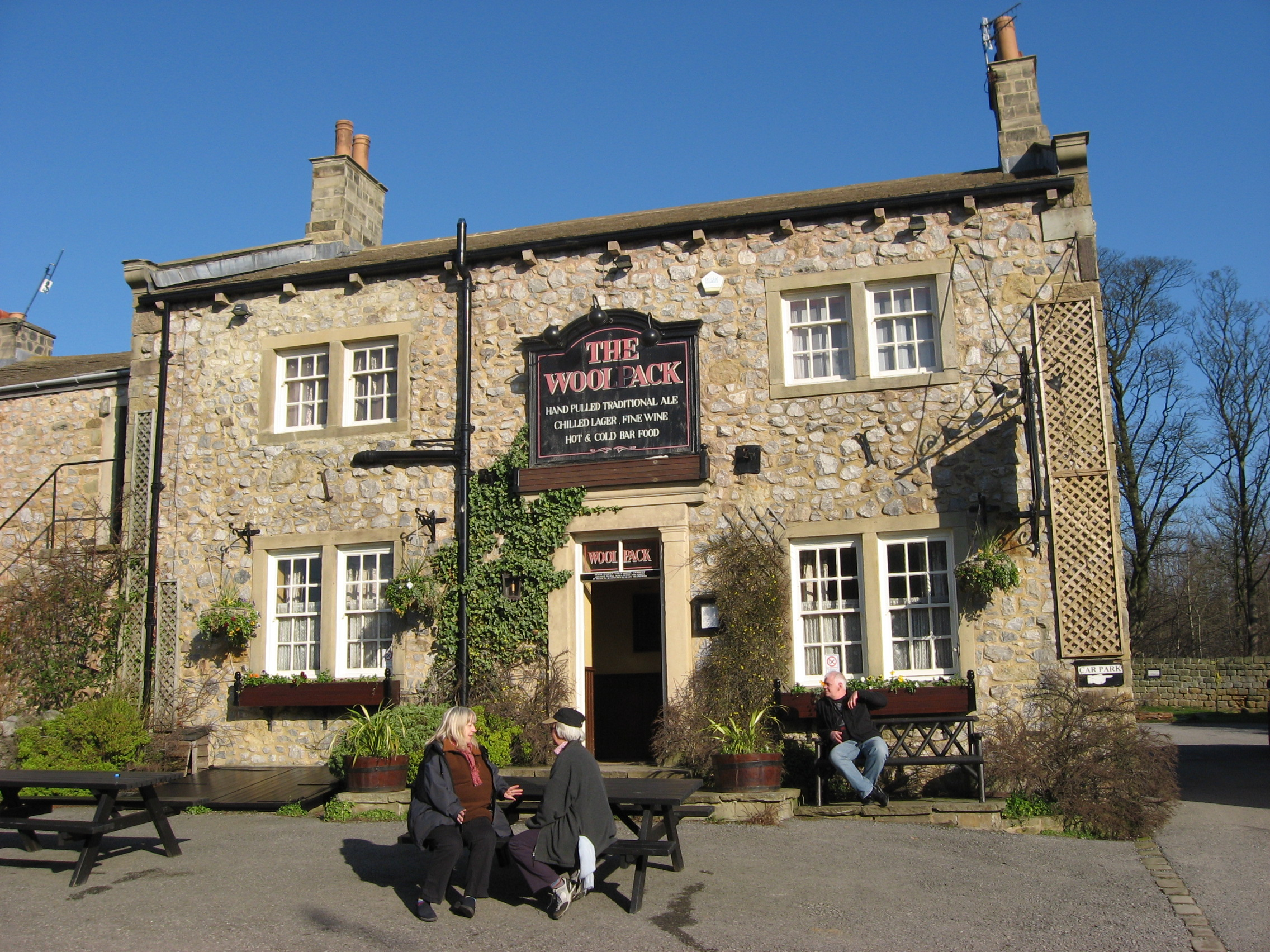
De Woolpack, een fictief café dat een van de vaste locaties is in de soap

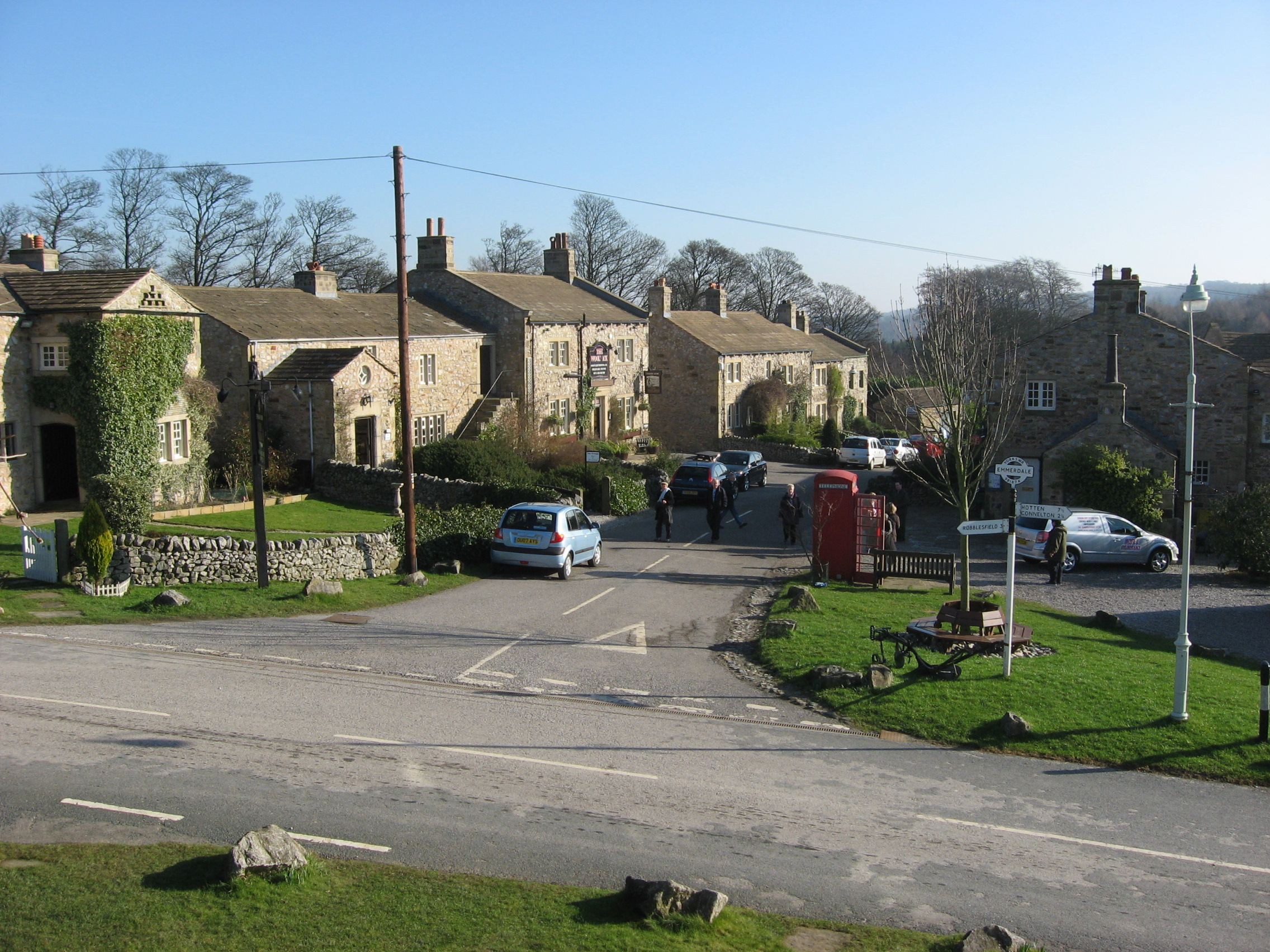

Emmerdale (tot 1989 bekend als Emmerdale Farm) is een Britse soapserie die sinds 16 oktober 1972 onafgebroken wordt uitgezonden op ITV. De show speelt zich af in Emmerdale (tot 1994 bekend als Beckindale), een fictief dorp in de Yorkshire Dales. Emmerdale Farm is een serie ontworpen door Kevin Laffan. Interieurscènes zijn sinds de oprichting gefilmd in de Leeds Studios. Buitenscènes werden voor het eerst gefilmd in Arncliffe in Littondale, en de serie heeft mogelijk zijn naam ontleend aan Amerdale, een oude naam van Littondale.
De serie werd oorspronkelijk 's middags uitgezonden en was bedoeld als een televisieserie van drie maanden. Er werden echter meer afleveringen besteld en overdag uitgezonden tot 1978, toen het in de meeste regio's werd verplaatst naar een primetime-slot in de vroege avond. Sinds 1989 hield een nieuw productieteam toezicht op de naamsverandering en introduceerde meer dramatische verhaallijnen, en werden meer afleveringen per week uitgezonden. Als gevolg van de veranderingen namen het aantal kijkers en de populariteit rond de soap toe en begon Emmerdale te worden beschouwd als een grote Britse soapserie. In 2000 kregen de afleveringen van Emmerdale regelmatig 12 miljoen kijkers en werd het aantal afleveringen per week verhoogd van drie naar vijf. In 2004 werd Emmerdale de eerste Britse soapserie die zes afleveringen per week uitzond. In 2006 kampte Emmerdale met, en versloeg soms, EastEnders in kijkersaantallen. Het programma begon op 10 oktober 2011 in high definition uit te zenden en in 2016 won Emmerdale voor het eerst de prijs voor beste Britse soap bij de British Soap Awards. Het 50-jarig jubileum van de serie leidde tot grootse verhaallijnen die in oktober 2022 werden uitgezonden. Sinds 2022 wordt het programma op de weekavonden uitgezonden met vier afleveringen van een half uur en op donderdag telkens een aflevering van een uur.